# EC Macapá
Esporte Clube Macapá – brazylijski klub piłkarski z siedzibą w mieście Macapá, stolicy stanu Amapá.

## Osiągnięcia
- Mistrz stanu Amapá (Campeonato Amapaense) (17): 1944, 1946, 1947, 1948, 1954, 1955, 1956, 1957, 1958, 1959, 1969, 1974, 1978, 1980, 1981, 1986, 1991
- Wicemistrz stanu Amapá: 1994

## Historia
Klub założony został 28 lipca 1944 roku pod nazwą Panair Esporte Clube z inicjatywy Emanuela de Souza.  W roku 1946 klub zmienił nazwę na obecną - Esporte Clube Macapá. W roku 1992 Macapá przystąpił do rozgrywek trzeciej ligi brazylijskiej (Campeonato Brasileiro Série C). Klub odpadł już w pierwszym etapie, zajmując 3. miejsce w pięciozespołowej grupie.